# Anolis desechensis
Anolis desechensis es una especie de iguanios de la familia Dactyloidae.

## Distribución geográfica
Es endémica de la isla Desecheo (oeste de Puerto Rico).

## Estado de conservación
Se encuentra amenazada por la pérdida de su hábitat natural.